# علی فر
دکتر علی فرّ (زاده ۱۲۹۵ تبریز – درگذشته ۱۳۹۵ آمریکا) پزشکی ایرانی، از اولین بنیانگذاران بیهوشی نوین در ایران بود

## زندگی‌نامه
علی فرّ در بهمن سال ۱۲۹۵ در محله دَوه‌چی (شتربان) تبریز زاده شد. وی در شش ماهگی مادر خود را در اثر شیوع بیماری در دوران قحطی بزرگ از دست داد. وی در هفت سالگی پدر خود را نیز از دست داد. وی ابتدا در مکتب‌خانه میرزا فرج‌الله به زبان فارسی آشنا شد و خواندن قرآن و متون ادبی را فراگرفت. پس از چهار سال با گشایش مدارس متعدد در تبریز، تحصیلات ابتدایی خود را از کلاس سوم تا ششم در مدرسه ترقی به پایان برد. پس از آن تا سال نهم در دبیرستان حکمت به مدیریت میرزا باقر حکمت به تحصیل پرداخت. سپس در سال ۱۳۱۴در دبیرستان دارالفنون ادامه تحصیل داد.
در سال ۱۳۱۷ در دانشکده پزشکی به تحصیل پرداخت. پس از فارغ‌التحصیلی در سال ۱۳۲۳ در بیمارستان سینا به سمت دستیار افتخاری جراحی شروع به کار کرد. پس از آن به استخدام شرکت نفت ایران و انگلیس درآمد و بعد از مدتی ریاست درمانگاه جراحی در اهواز به او سپرده شد. وی در سال ۱۳۲۷ با حفظ حقوق و مزایا از شرکت نفت ایران و انگلیس به لندن فرستاده شد و در سال ۱۳۲۹ موفق به اخذ بورد تخصصی بیهوشی و احیاء از کالج سلطنتی پزشکان لندن شد. وی در سال ۱۳۳۷ فلوشیپ کالج سلطنتی جراحان انگلستان را دریافت کرد. 
در سال ۱۳۳۰ با استعفا از شرکت ملی نفت ایران به عنوان دانشیار و اولین متخصص بیهوشی در دانشکده پزشکی به استخدام دانشگاه تهران درآمد. وی با دستگاه قابل حمل که با خود از انگلستان آورده بود اولین بیهوشی را در بیمارستان رازی به همراه استاد جراحی، دکتر هاشم هنجن، برای یک گاسترکتومی انجام دادند. با همین دستگاه که در ماشین حمل می‌کردند در بیمارستان امام خمینی (پهلوی سابق) برای آقای دکتر میرو در بیمارستان زنان برای آقای دکتر صالح بیهوشی می‌دادند. در همین حین به آموزش بیهوشی به دو دستیار تازه استخدام شده، که آنان را نیز با ماشین خود به بیمارستان‌ها می‌بردند، پرداخت. اولین بیهوشی خارج از دانشگاه را در بیمارستان مهر، در خیابان امیریه، به جراحی دکتر محمدعلی صدر، انجام داد. پس از دو سال با استعلام در روزنامه و برگذاری آزمون دکتر عبداله مرتضوی به عنوان دانشیار بیهوشی (آنستزی) در دانشکده پزشکی مشغول به کار شد. در سال ۱۳۳۴ دکتر تشید از آمریکا به ایران بازگشت و به عنوان رئیس درمانگاه و هیئت علمی در بیمارستان امام خمینی تهران (معروف به بیمارستان هزار تخت خوابی) آغاز به کار کرد. موارد فوق منجر به افزایش متخصصان بیهوشی و دستیاران بیهوشی در تهران و شهرستان‌ها شد. در سال ۱۳۳۴ (۱۹۵۵) از سوی انجمن بین‌المللی جراحان به دکتر فرّ دیپلم افتخاری فلوشیپ جراحی، برای کمک به پیشرفت تخصص بیهوشی در جراحی ایران، اهدا شد. در سال ۱۳۳۵ در کنگره انجمن انستزیست‌های انگلستان در استراتفورد دکتر فرّ نظریات و ایرادات خود را نسبت به دستگاه بیهوشی مداربسته، مشهوربه دستگاه مارت (Marrett Anesthetic Head) ساخته شرکت ایرمد (Airmed LTD) را عرضه کرد. تغییرات مورد نظر دکتر فرّ مورد قبول شرکت ایرمد واقع شد و بعد از آن دستگاه مزبور به همراه تغییرات اعلام شده بنام مدل ۲۲-دکتر علی فر (Marrett Heads M.22 Dr. Ali Farr Model) ساخته و عرضه گردید.
وی در این دوره با حفظ سمت استادی در بیمارستان سینا سرپرستی کلیه امور بیهوشی آن بیمارستان را بر عهده داشت. چندی بعد با همکاری پروفسور عاملی جراح مغز و اعصاب و با همکاری چند تن دیگر از اساتید مجرب دانشگاه تهران مرکزپزشکی داریوش کبیر (بیمارستان شریعتی فعلی) را به سرانجام و افتتاح رساندند. در این زمان دانشکده پزشکی تهران به چهار دانشکده تقسیم شده و بیمارستان داریوش کبیر به دانشکده داریوش کبیر تبدیل شد. دکتر علی فرّ که در سمت ریاست بیهوشی (آنستزی) این دانشکده انجام وظیفه می‌کرد، مدال درجه یک فرهنگ را از وزارت فرهنگ وقت دریافت کرد.
وی از پایه گذاران انجمن بین‌المللی انستزیولوژیست‌های شرق مدیترانه (Middle East Society of Anesthesiologists) و انجمن انستزیولوژیست‌های ایران بود که به مدت دو دوره ریاست هر دو انجمن را بر عهده داشت. در این زمان دکتر فرّ دو دوره در هیئت ممیزه دانشگاه تهران انتخاب شد و همزمان با حفظ سمت ریاست بیهوشی (آنستزی) دانشکده داریوش کبیر، مدتی نیز در سمت معاونت دانشکده خدمت کرد. پس از بازنشستگی با درجه استادی ممتاز، در سال ۱۳۶۱، در بیمارستان آریا، که خود یکی از چهار بنیانگذاران آن بودند، مشغول به کار گردید. وی تا سال ۱۳۷۵، سن هشتاد سالگی، در بیمارستان آریا مشغول به کار بود.
در آبان ۱۳۷۲ در سومین کنگره سراسری بیهوشی و احیاء ایران در دانشگاه علوم پزشکی اصفهان توسط دکتر علی‌رضا مرندی، وزیر وقت بهداشت، درمان و آموزش پزشکی از دکتر فرّ به عنوان پایه‌گذار دانش هوشبری و مراقبت‌های ویژه تقدیر به عمل آمد. وی در دهه پایانی عمر خود در سمت مشاور ارشد پزشکی در زمینه تولید دستگاه‌های مدرن بیهوشی فعالیت کرد و در این زمینه دو اختراع به ثبت رسانید.
علی فرّ در خرداد ۱۳۹۵ در ایالت کالیفرنیای آمریکا درگذشت.